# 越谷市立東越谷小学校
越谷市立東越谷小学校（こしがやしりつ ひがしこしがやしょうがっこう）は、埼玉県越谷市東越谷にある公立小学校。

## 沿革
- 1970年4月 - 越谷市立越ヶ谷小学校内に越谷市立東越谷小学校として開設
- 1971年3月 - 新校舎に移転[1]
- 1990年 - 越谷市立東越谷小学校、越谷市立鷺後小学校、越谷市立増林小学校から越谷市立花田小学校を分離[2]

## 教育目標
- 考える子
- 助け合う子
- たくましい子[3]

## 通学区域
- 東越谷一丁目 - 全域
- 東越谷二丁目 - 全域
- 東越谷三丁目 - 全域
- 東越谷四丁目 - 全域
- 東越谷五丁目 - 全域
- 東越谷六丁目 - 一部
- 越ヶ谷 - 一部[4]